# Marcus Campbell
Marcus Campbell, škotski igralec snookerja, * 22. september 1972, Drylaw, Edinburgh, Škotska.

## Kariera
Campbell živi v Erskinu. Profesionalec je od leta 1991, devet zaporednih sezon že drži mesto med najboljšimi 64 igralci sveta po svetovni jakostni lestvici.
Campbella se poznavalci športa morebiti najbolje spominjajo po tem, da je na turnirju UK Snooker Championship 1998 ponižal sedemkratnega svetovnega prvaka Stephena Hendryja z izidom 9-0. Ta izid imajo poznavalci tudi za enega najpresenetljivejših rezultatov v zgodovini športa. Po Hendryju je premagal še Quintena Hanna z 9-6, a nato v osmini finala izgubil proti Stevu Davisu s 6-9. V tej sezoni je dosegel tudi svojo najboljšo uvrstitev na katerem od jakostnih turnirjev, to je bila uvrstitev v četrtfinale turnirja Scottish Open 1999.
Sezono 2007/08 je začel z uvrstitvijo v osmino finala turnirja Grand Prix, potem ko je izločil dva vrhunska igralca, Graema Dotta in Anthonyja Hamiltona. Njegovo pot na turnirju je nato končal Joe Swail, izid je bil 2-5. Zatem se je uvrstil v šestnajstino finala turnirja Welsh Open, na katerem je premagal Leeja Spicka, Rickyja Waldena in Gerarda Greena. Naposled je z rezultatom 4-5 tesno izgubil proti Kitajcu Dingu Junhuiju.
Na Prvenstvu Bahrajna 2008 je v wildcard krogu dosegel niz 147 točk. V prvem krogu glavnega dela turnirja ga je nato z izidom 5-4 izločil Neil Robertson.
Campbell trenira v Q Clubu v Glasgowu, njegova trening partnerja sta Alan McManus in Stephen Maguire. Njegov trenutni trener je Steven Sillars.
Pred kratkim je povil sina.